# Брайант, Джиюд
Чарльз Джиюд Брайант (англ. Charles Gyude Bryant; 17 января 1949, Монровия, Либерия — 16 апреля 2014, там же) — либерийский бизнесмен и государственный деятель, председатель Национального переходного правительства Либерии (2003—2006).

## Биография
Его мать была из числа переселенцев, отец — представитель народа гребо. Окончил Университет Каттингтона, получил экономическое образование за рубежом. Был успешным бизнесменом, в 1977 году создал собственное предприятие по поставкам промышленного оборудования для свободного порта Монровия.
В 1984 году когда тогдашний армейский режим Либерии снял запрет на политическую деятельность, создал Либерийскую партию действия. Она считалась фаворитом на выборах 1985 года. Однако победителем провозгласил себя лидер армейской хунты Сэмюэл Доу. В 1992 году стал лидером Партии действия, ставшей в оппозицию к правящему на тот период режиму. Впоследствии партия объединилась с Партией единства Элен Джонсон-Серлиф.
Является видным членом епископальной церкви Либерии, и критически отозвался о правительствах Самуэля Доу (1980—1990) и Чарльза Тейлора (1997—2003).
В августе 2003 года представители оппозиционных партий провозгласили его лидером переходного правительства, в октябре того же года Брайант вступил в должность председателя Национального переходного правительства Либерии сроком на два года. Главная задача его администрации состояла в преодолении последствий многолетней гражданской войны в Либерии, В этот период иностранные компании получили благоприятные условия доступа к заготовке тропической древесины и поставкам оборудования для шахт. Это вызвало в обществе подозрения в коррумпированности главы и членов переходного правительства. После победы на выборах Элен Джонсон-Серлиф некоторые из ранее подписанных контрактов были пересмотрены.
В начале декабря 2007 года политик был обвинен в коррупции и заключён под стражу по обвинению в хищении государственного имущества, вскоре он был освобождён под залог. В результате завершённого в сентябре 2010 года судебного процесса Брайант был оправдан по всем пунктам обвинения, по которым ему инкриминировалось нанесение ущерба государственной казне на сумму свыше одного миллиона долларов.